# PCGG
PCGG gilt als der erste kommerzielle Radiosender der Welt. Nach den ersten Testläufen, welche erstmals am 14. Februar 1919 empfangbar waren, wurde er am 6. November 1919 von Hanso Schotanus à Steringa Idzerda für die planmäßige Ausstrahlung in Betrieb genommen. Er war im niederländischen Den Haag beheimatet. Es fanden im Zeitraum von 1919 bis 1924 wöchentlich mehrere Radiosendungen statt. Das Rufzeichen PCGG stand als Abkürzung für Pracht Concerten Gratis Geven (Pracht-Konzerte, gratis gegeben).
Da der Radiosender in England gut angenommen wurde, mietete die Tageszeitung Daily Mail ihn von 1922 bis 1924 für ihre eigenen Sendungen.